# Tolo (Görögország)
Tolo (görögül: Τολό, régi nevén Tolon [Τολόν]) egy kis falu Görögországban a Peloponnészosz félsziget Argolída prefektúrájában. A Nafpliótól 10 km-re délkeletre, a Tolói-öböl partján fekvő egykori halászfalu ma nyaralóhelyként nevezetes. Ez része az Asini önkormányzati egységnek, az Argolisban.

## Történelem
Tolon öblét (az Argolis-öböl része) először Homer írta le, ugyanúgy, mint Asini az Iliákban, melyről kapta nevét a város, amelynek flottája részt vett a trójai háborúban. Az elkövetkező évszázadokban a Tolon-öböl menedéket adott a haditengerészeti hajóknak, majd a bizánci időszak alatt Nafplio kisegítő kikötőjévé nőtte ki magát.
A negyedik keresztes hadjáratot és a bizánci birodalom felbomlását követően (1204-ben) a Peloponnészosz többi részével együtt frank megszállás alatt volt 1389-ig a terület, amikor azt a velenceiek átvették, majd 1540-ben elfoglalták az oszmánok. Az 1680-as években, a Morean-háború idején, a velenceiek, a németek és a lengyelek oszmán birodalom elleni szövetségének a főparancsnoka, Francesco Morosini főparancsnok elrendelte, hogy elfoglalja a Peloponnészosz fővárosát, Nafplio-t viszont ezúttal a Tolon öblöt választották ki az expedíciós hadműveletek alapjául szolgáló helynek, mivel ez volt a legbiztonságosabb hely a régióban, míg a partot a hadsereg táborához használták. Az expedíció sikere után övék lett a terület 1715-ig, amikor a területet ismét elfoglalták a törökök, Tolont pedig másodrendű haditengerészeti állomásként használták fel a velencei flotta számára.
A görög forradalom után számos krétai, etnikai-görög menekült telepedett le Tolóban.
A Görög Királyság függetlenné válása után, 1834-ben, királyi rendelet alapján, a Tolon kikötőjében megalapították a várost, Minoát Minos legendás király után. Kréta felszabadítása után a területen maradt menekültek egy olyan halászfalut hoztak létre, amely 1916-ban Toló néven vált ismertté.
A XX. Század elejétől egyre népszerűbb lett a település, és később nyári üdülőhellyé vált.

## Képtár

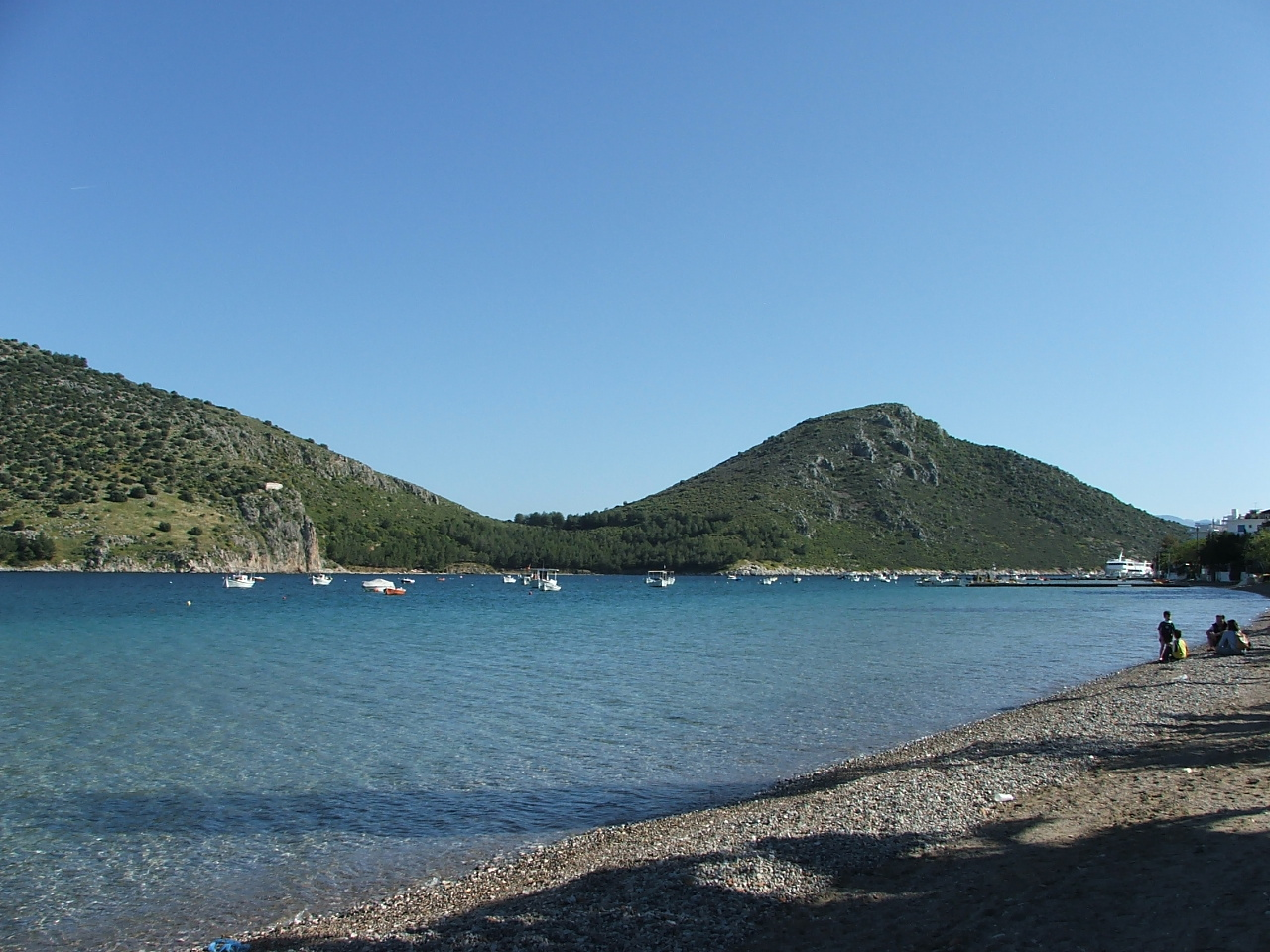
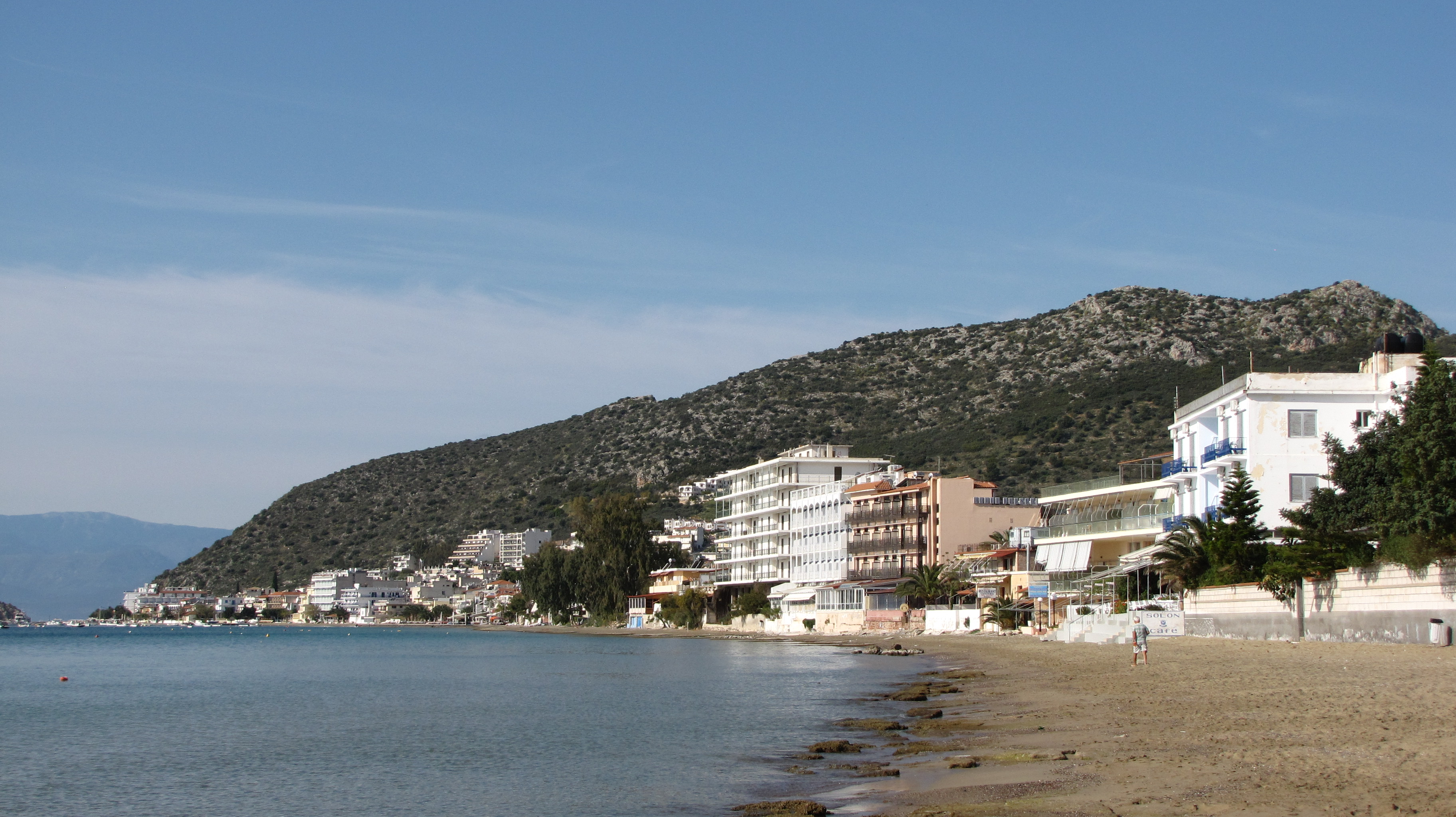
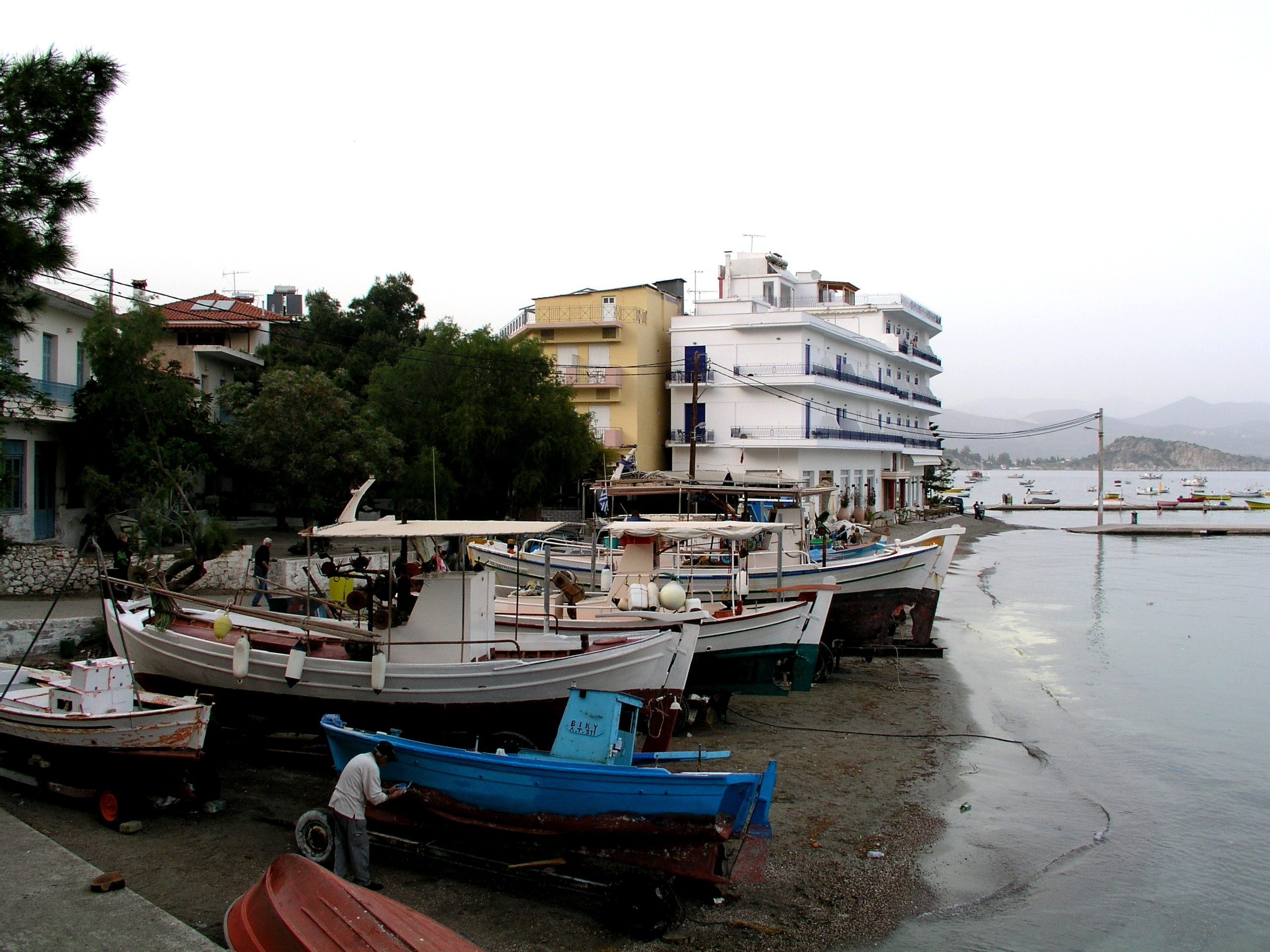